# Шосе 13 (Альберта)
Шосе провінції Альберта № 13, яке зазвичай називають шосе 13 — це шосе зі сходу – захід через центральну Альберту. Пролягає від Олдер Флетс, 7 км на захід від шосе 22, до кордону Альберта – Саскачеван, де воно стає Саскачеванським шосе 14. Шосе 13 становить приблизно 366 км довжини. На схід від міста Ветаскивин загалом пролягає паралельно канадсько-тихоокеанській залізничній лінії.

## Опис маршруту
Із заходу шосе 13 починається в Олдер Флетс перед перетином з шосе 22. Продовжується на схід, проходячи на південь від Бак-Лейк і Вінфілд перед перетином шосе 20. Далі шосе проходить на південь від Батл-Лейк, верхів’я річки Баттл, а потім на південь від Піджен-Лейк, проходячи через села Вестероз і Фалун до перетину з шосе 2 (шосе Королеви Єлизавети ІІ), приблизно 51 км на південь від Едмонтона.

## Шосе 13A
Ма-Ме-О Біч

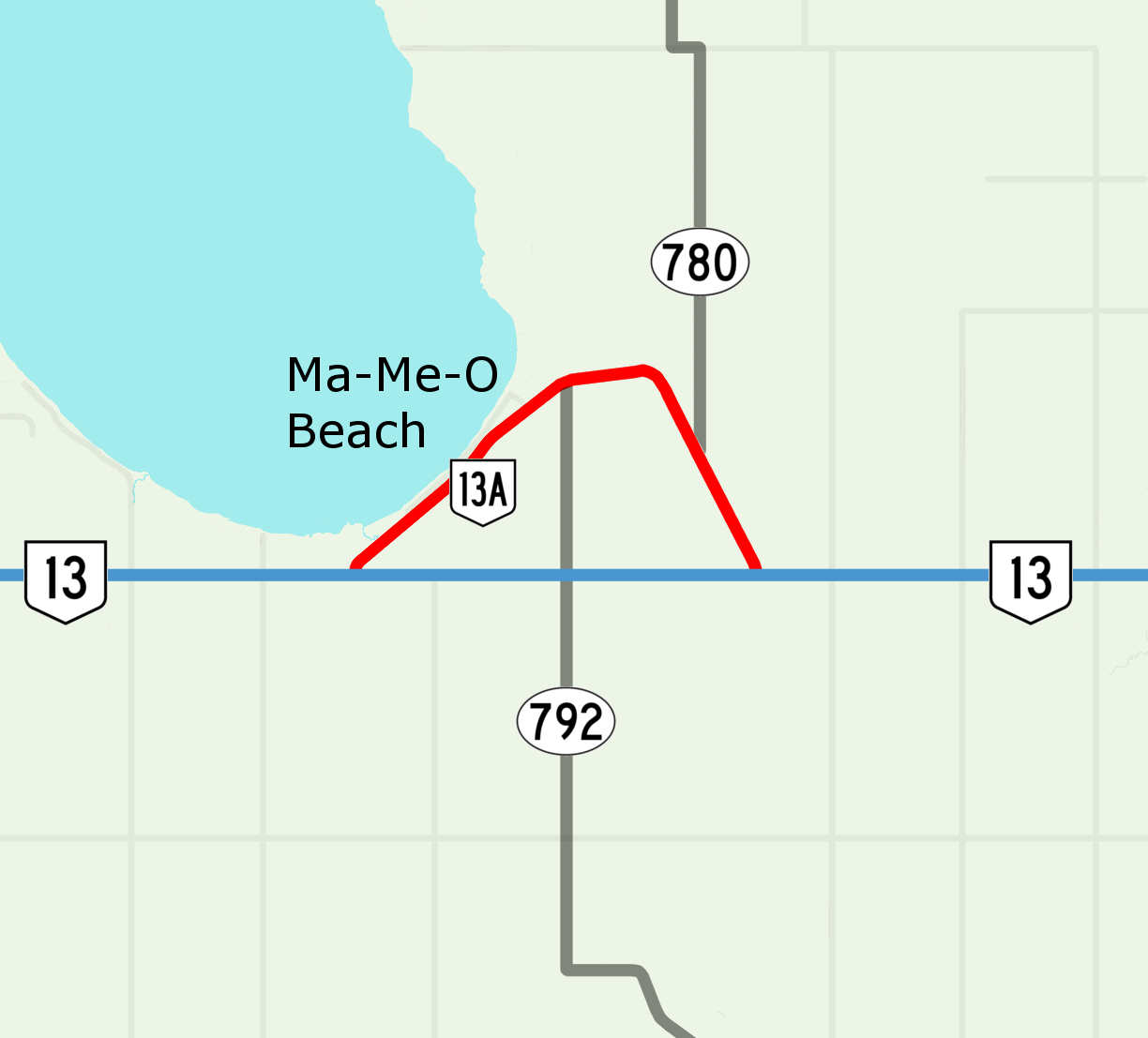
Шосе 13A в Ма-Ме-О Біч

Шосе провінції Альберта № 13A — це позначення наступних двох поточних і одного колишнього альтернативного маршруту шосе 13.
Від 2,0 км на схід від Вестерозу до 5,6 км на захід від Фалуна, перший сегмент шосе 13A проходить 7,4 км через Індіанський заповідник 138A на озері Піджен. Він забезпечує доступ до літнього селища пляжу Ма-Ме-О на південному березі озера Піджен. Ця ділянка, яка проходить на північ від шосе 13, утворювала оригінальну трасу шосе 13 до того, як її перепланували, щоб оминути індіанський заповідник і літнє селище на південь у 2000-х роках.
Камроуз

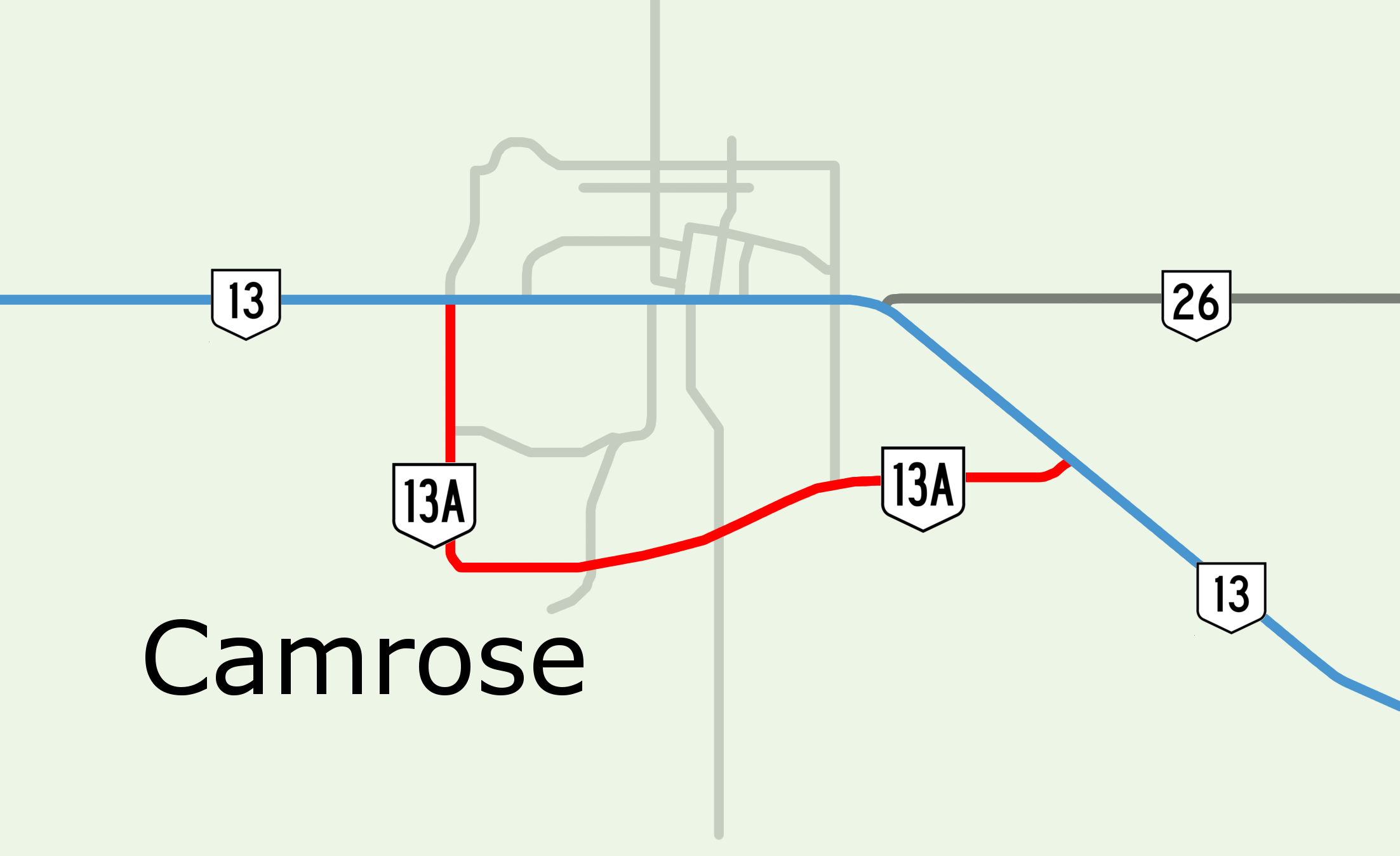
Шосе 13A в Камроузі

Другий відрізок шосе 13A — це південна об’їзна дорога Камроуза, довжина якого становить 8 км. Введений в експлуатацію в 1989 році, маршрут пролягає 68-ю вулицею на південь від шосе 13 (48-авеню) протягом 2,4 км, а потім повертає на схід і стає Камроуз-драйв, знову з'єднуючись з шосе 13 на східних кінцях Камроуз. Шосе 13A служить основним маршрутом небезпечних вантажів через Камроуз, оскільки небезпечні вантажі заборонені на шосе 13 (48 авеню) через центр міста, і підтримується містом Камроуз.